# Space Quest
Space Quest är en serie klassiska äventyrsspel av Sierra Entertainment där man får styra rymdhjälten Roger Wilco genom diverse problem.

## Spel i serien
- Space Quest: The Sarien Encounter
- Space Quest II: Vohaul's Revenge
- Space Quest III: The Pirates of Pestulon
- Space Quest IV: Roger Wilco and the Time Rippers
- Space Quest V: The Next Mutation
- Space Quest 6: The Spinal Frontier